# Élections législatives de 1967 dans le Puy-de-Dôme
Les élections législatives françaises de 1967 se déroulent les 5 et 12 mars 1967.  Dans le département du Puy-de-Dôme, cinq députés sont à élire dans le cadre de cinq circonscriptions.

## Élus
| Circonscription | Député sortant                                 | Parti | Parti   | Député élu ou réélu      | Parti | Parti       |
| --------------- | ---------------------------------------------- | ----- | ------- | ------------------------ | ----- | ----------- |
| 1re             | Arsène Boulay suppléant d'Ambroise Brugière    |       | SFIO    | Arsène Boulay            |       | FGDS (SFIO) |
| 2e              | Guy Fric suppléant de Valéry Giscard d'Estaing |       | UNR-UDT | Valéry Giscard d'Estaing |       | RI          |
| 3e              | Joseph Planeix                                 |       | SFIO    | Joseph Planeix           |       | FGDS (SFIO) |
| 4e              | Fernand Sauzedde                               |       | SFIO    | Fernand Sauzedde         |       | FGDS (SFIO) |
| 5e              | Eugène Fourvel                                 |       | PCF     | Michel Duval             |       | RI          |

## Résultats

### Résultats à l'échelle du département
| Parti          | Parti                                           | Premier tour | Premier tour | Second tour | Second tour | Sièges |
| Parti          | Parti                                           | Voix         | %            | Voix        | %           | Sièges |
| -------------- | ----------------------------------------------- | ------------ | ------------ | ----------- | ----------- | ------ |
|                | Républicains indépendants                       | 68 211       | 28,16        | 61 038      | 31,74       | 2      |
|                | Union des démocrates pour la Ve République      | 19 110       | 7,89         | 22 579      | 11,74       | 0      |
|                | Divers droite (gaulliste)                       | 4 573        | 1,89         |             |             | 0      |
|                | Modérés                                         | 2 748        | 1,13         | 0           |             |        |
|                | Union des républicains de progrès               | 94 642       | 39,07        | 83 617      | 43,48       | 2      |
|                |                                                 |              |              |             |             |        |
|                | Section française de l'Internationale ouvrière  | 66 545       | 27,47        | 84 744      | 44,07       | 3      |
|                | Fédération de la gauche démocrate et socialiste | 11 517       | 4,75         |             |             | 0      |
|                | Fédération de la gauche démocrate et socialiste | 78 062       | 32,22        | 84 744      | 44,07       | 3      |
|                |                                                 |              |              |             |             |        |
|                | Parti communiste français                       | 46 759       | 19,30        | 23 949      | 12,45       | 0      |
|                | Progrès et démocratie moderne                   | 21 143       | 8,73         |             |             | 0      |
|                | Parti socialiste unifié                         | 1 650        | 0,68         | 0           |             |        |
|                |                                                 |              |              |             |             |        |
| Inscrits       | Inscrits                                        | 316 387      | 100,00       | 252 583     | 100,00      | 5      |
| Abstentions    | Abstentions                                     | 68 752       | 21,73        | 55 724      | 22,06       |        |
| Votants        | Votants                                         | 247 635      | 78,27        | 196 859     | 77,94       |        |
| Blancs et nuls | Blancs et nuls                                  | 5 379        | 2,17         | 4 549       | 2,31        |        |
| Exprimés       | Exprimés                                        | 242 256      | 97,83        | 192 310     | 97,69       |        |

### Résultats par circonscription

#### Première circonscription (Clermont-Ferrand Plaine)
| Candidat       | Candidat                    | Parti          | Premier tour | Premier tour | Second tour | Second tour |  |
| Candidat       | Candidat                    | Parti          | Voix         | %            | Voix        | %           |  |
| -------------- | --------------------------- | -------------- | ------------ | ------------ | ----------- | ----------- |  |
|                | Arsène Boulay sortant réélu | FGDS (SFIO)    | 21 961       | 37,04        | 34 899      | 60,72       |  |
|                | Maurice Pélissier           | UD-Ve          | 19 110       | 32,24        | 22 579      | 39,28       |  |
|                | Georges Azam                | PCF            | 12 940       | 21,83        | Retrait     | Retrait     |  |
|                | Antoine Barrière            | CD (PDM)       | 5 272        | 8,89         |             |             |  |
|                |                             |                |              |              |             |             |  |
| Inscrits       | Inscrits                    | Inscrits       | 75 723       | 100,00       | 75 720      | 100,00      |  |
| Abstentions    | Abstentions                 | Abstentions    | 15 288       | 20,19        | 16 940      | 22,37       |  |
| Votants        | Votants                     | Votants        | 60 435       | 79,81        | 58 780      | 77,63       |  |
| Blancs et nuls | Blancs et nuls              | Blancs et nuls | 1 152        | 1,91         | 1 302       | 2,22        |  |
| Exprimés       | Exprimés                    | Exprimés       | 59 283       | 98,09        | 57 478      | 97,78       |  |

#### Deuxième circonscription (Clermont-Ferrand Montagne)
|                | Valéry Giscard d'Estaing sortant réélu | RI             | 29 695 | 56,58  |  |  |  |
|                | Jean Parent                            | FGDS (PSU)     | 11 517 | 21,94  |  |  |  |
|                | Jean-Paul Serandon                     | PCF            | 7 904  | 15,06  |  |  |  |
|                | Abel Le Dudal                          | CD (PDM)       | 3 367  | 6,42   |  |  |  |
|                |                                        |                |        |        |  |  |  |
| Inscrits       | Inscrits                               | Inscrits       | 63 775 | 100,00 |  |  |  |
| Abstentions    | Abstentions                            | Abstentions    | 10 403 | 16,31  |  |  |  |
| Votants        | Votants                                | Votants        | 53 372 | 83,69  |  |  |  |
| Blancs et nuls | Blancs et nuls                         | Blancs et nuls | 889    | 1,67   |  |  |  |
| Exprimés       | Exprimés                               | Exprimés       | 52 483 | 98,33  |  |  |  |

#### Troisième circonscription (Issoire)
| Candidat       | Candidat                     | Parti          | Premier tour | Premier tour | Second tour | Second tour |  |
| Candidat       | Candidat                     | Parti          | Voix         | %            | Voix        | %           |  |
| -------------- | ---------------------------- | -------------- | ------------ | ------------ | ----------- | ----------- |  |
|                | Joseph Planeix sortant réélu | FGDS (SFIO)    | 16 562       | 44,33        | 23 085      | 61,69       |  |
|                | Jean Grolier                 | RI             | 11 552       | 30,92        | 14 337      | 38,31       |  |
|                | Edmond Fabre                 | PCF            | 4 913        | 13,15        | Retrait     | Retrait     |  |
|                | Pierre Soisson               | CD (PDM)       | 3 127        | 8,37         |             |             |  |
|                | Serge Lesbre                 | PSU            | 1 203        | 3,22         |             |             |  |
|                |                              |                |              |              |             |             |  |
| Inscrits       | Inscrits                     | Inscrits       | 49 384       | 100,00       | 49 377      | 100,00      |  |
| Abstentions    | Abstentions                  | Abstentions    | 11 488       | 23,26        | 11 362      | 23,01       |  |
| Votants        | Votants                      | Votants        | 37 896       | 76,74        | 38 015      | 76,99       |  |
| Blancs et nuls | Blancs et nuls               | Blancs et nuls | 539          | 1,42         | 593         | 1,56        |  |
| Exprimés       | Exprimés                     | Exprimés       | 37 357       | 98,58        | 37 422      | 98,44       |  |

#### Quatrième circonscription (Thiers - Ambert)
| Candidat       | Candidat                       | Parti          | Premier tour | Premier tour | Second tour | Second tour |  |
| Candidat       | Candidat                       | Parti          | Voix         | %            | Voix        | %           |  |
| -------------- | ------------------------------ | -------------- | ------------ | ------------ | ----------- | ----------- |  |
|                | Fernand Sauzedde sortant réélu | FGDS (SFIO)    | 16 868       | 38,24        | 26 760      | 56,94       |  |
|                | Jean Aulagnier                 | RI             | 13 474       | 30,54        | 20 235      | 43,06       |  |
|                | Jean Chaduc                    | PCF            | 8 113        | 18,39        | Retrait     | Retrait     |  |
|                | Yves Legou                     | CD (PDM)       | 5 660        | 12,83        |             |             |  |
|                |                                |                |              |              |             |             |  |
| Inscrits       | Inscrits                       | Inscrits       | 62 750       | 100,00       | 62 741      | 100,00      |  |
| Abstentions    | Abstentions                    | Abstentions    | 16 586       | 26,43        | 14 321      | 22,83       |  |
| Votants        | Votants                        | Votants        | 46 164       | 73,57        | 48 420      | 77,17       |  |
| Blancs et nuls | Blancs et nuls                 | Blancs et nuls | 2 049        | 4,44         | 1 425       | 2,94        |  |
| Exprimés       | Exprimés                       | Exprimés       | 44 115       | 95,56        | 46 995      | 97,06       |  |

#### Cinquième circonscription (Riom)
| Candidat       | Candidat               | Parti                     | Premier tour | Premier tour | Second tour | Second tour |  |
| Candidat       | Candidat               | Parti                     | Voix         | %            | Voix        | %           |  |
| -------------- | ---------------------- | ------------------------- | ------------ | ------------ | ----------- | ----------- |  |
|                | Michel Duval élu       | RI                        | 13 490       | 27,52        | 26 466      | 52,5        |  |
|                | Eugène Fourvel sortant | PCF                       | 12 889       | 26,29        | 23 949      | 47,5        |  |
|                | Roger Quilliot         | FGDS (SFIO)               | 11 154       | 22,75        | Retrait     | Retrait     |  |
|                | Paul Amadieu           | Divers droite (Gaulliste) | 4 573        | 9,33         |             |             |  |
|                | Léon Bernet-Rollande   | CD (PDM)                  | 3 717        | 7,58         |             |             |  |
|                | Pierre Marliac         | Modérés                   | 2 748        | 5,61         |             |             |  |
|                | René Bouscayrol        | PSU                       | 447          | 0,91         |             |             |  |
|                |                        |                           |              |              |             |             |  |
| Inscrits       | Inscrits               | Inscrits                  | 64 755       | 100,00       | 64 745      | 100,00      |  |
| Abstentions    | Abstentions            | Abstentions               | 14 987       | 23,14        | 13 101      | 20,23       |  |
| Votants        | Votants                | Votants                   | 49 768       | 76,86        | 51 644      | 79,77       |  |
| Blancs et nuls | Blancs et nuls         | Blancs et nuls            | 750          | 1,51         | 1 229       | 2,38        |  |
| Exprimés       | Exprimés               | Exprimés                  | 49 018       | 98,49        | 50 415      | 97,62       |  |